# Ian Lilburn
Ian Robertson Lilburn (* 2. Juni 1927; † 30. September 2013 in London) war ein schottischer Historiker. Als einer der maßgeblichen Genealogen des Vereinigten Königreichs war er Sachverständiger beim Anastasia-Prozess. In London gründete er einen Verein für Corpsstudenten, den ersten in Großbritannien. Er gilt als der bedeutendste Sammler von Tonträgern mit Werken von Carl Loewe.

## Leben
Lilburn entstammte altem schottischen Adel. Sein Vater war Lieutenant colonel William Lilburn of Coull († 1958), seine Mutter Madeline Constance Maud Reid (* 1892), ein Großvater Sir Hugh Reid Bart. Er hatte zwei ältere Geschwister: Alistair James Lilburn of Coull (1919–2005) und Hugh Lilburn († 1945). Lilburn war Mitglied der Society of Antiquaries of Scotland und arbeitete für das College of Arms. Nach dem Brand in Windsor Castle im November 1992 war er Berater bei der Restaurierung der zerstörten „German shields“ (Order of the Garter) in der St.-Georgs-Kapelle.

### Anastasia-Prozess
Im sogenannten Anastasia-Prozess um die Ansprüche der Anna Anderson auf das Erbe der Romanows war Lilburn in den 1950er und 1960er Jahren als Sachverständiger auf der Anderson-Seite tätig. Mit Friedrich Ernst von Sachsen-Altenburg bereitete er Anderson auch auf die Gerichtsverhandlungen vor, in denen sie von den Hamburger Anwälten Paul Leverkuehn und Kurt Vermehren vertreten wurde. Während des jahrelangen Verfahrens lebte er in Deutschland. Trotz der abschlägigen Entscheidung des Gerichtes und ihrer Bestätigung durch eine negative DNA-Analyse war er nicht davon überzeugt, dass es sich um zwei verschiedene Personen gehandelt hatte. So führte er zunächst mit Blick auf ihre Herkunft aus:

„She was a lady even when she marched down the garden calling Prinz Friedrich a pig.“

Nach dem DNA-Test meinte er in Bezug auf ihre Verwandten:

„[Anna] had natural dignity ... But she [Annas Nichte] could have been a belly-dancer.“

Lilburns umfangreiche Privatsammlung zu den Romanow wurde später mit Familienalben der russischen Herrscherfamilie zum Bildband Royal Russia. The private albums of the Russian imperial family verarbeitet. Die Alben sind im Eigentum der Stiftung vom Anderson-Biographen James Blair Lowell.

### Scotto-Germania

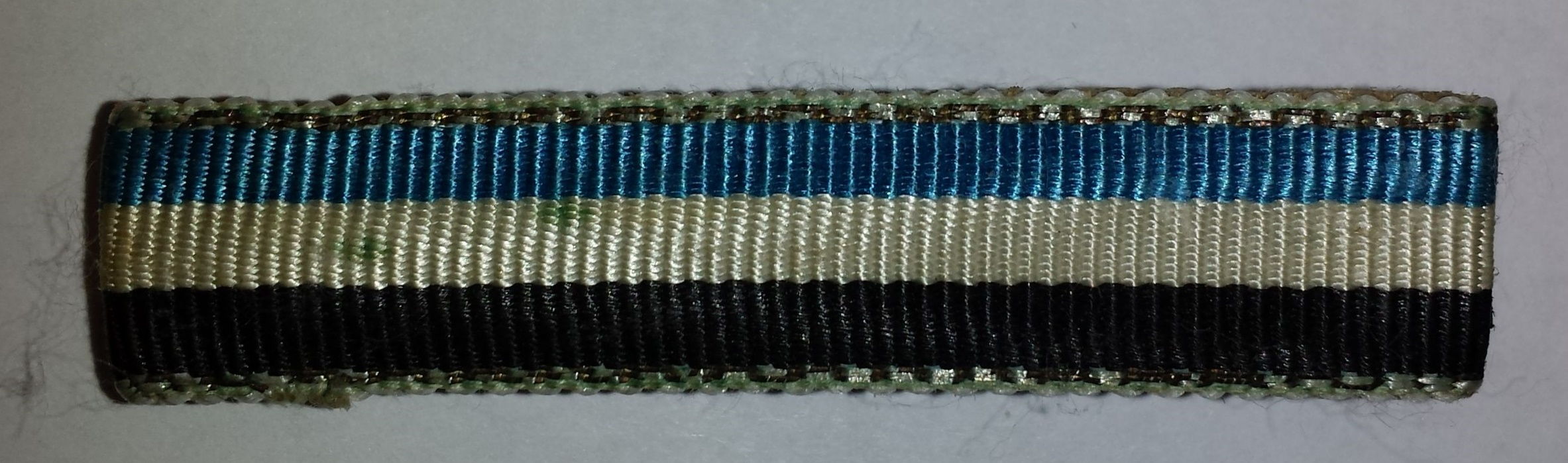
Feldschnalle Scotto-Germania

Bei seinen langen Deutschland-Aufenthalten lernte Lilburn die Tradition und das Zusammenleben deutscher Corps kennen und schätzen. Jahrzehntelang hielt er enge Verbindung zu weißen Corps, vor allem zu Borussia Bonn und Saxo-Borussia und zum grünen Corps Hansea. 1975 etablierte er im Royal Borough of Kensington and Chelsea den Corpsstudenten-Verband Scotto-Germania zu London. Es entstand ein Treffpunkt deutscher Corpsstudenten, die in London lebten und studierten oder die Stadt besuchten. Sein Haus aus dem Viktorianischen Zeitalter diente als Verbindungssitz und wurde von einigen Mitgliedern bewohnt. Eine mit dem deutschen Corpsleben vergleichbare Aktivität fand dort zwar nicht statt; aber Inaktive und Alte Herren wurden nach einer Probezeit, einigen Bierjungen und einer  Kneiprede aufgenommen. Sie erhielten eine Feldschnalle mit den  Farben blau-weiß-schwarz. Blau-weiß stand für Schottland, Schwarz-weiß für Preußen. Scotto-Germania feierte alle Kneipen und Bälle in Bonn bei Borussia oder Hansea und im Bahnhof Rolandseck oder im Lippeschen Palais.

### Carl-Loewe-Sammlung

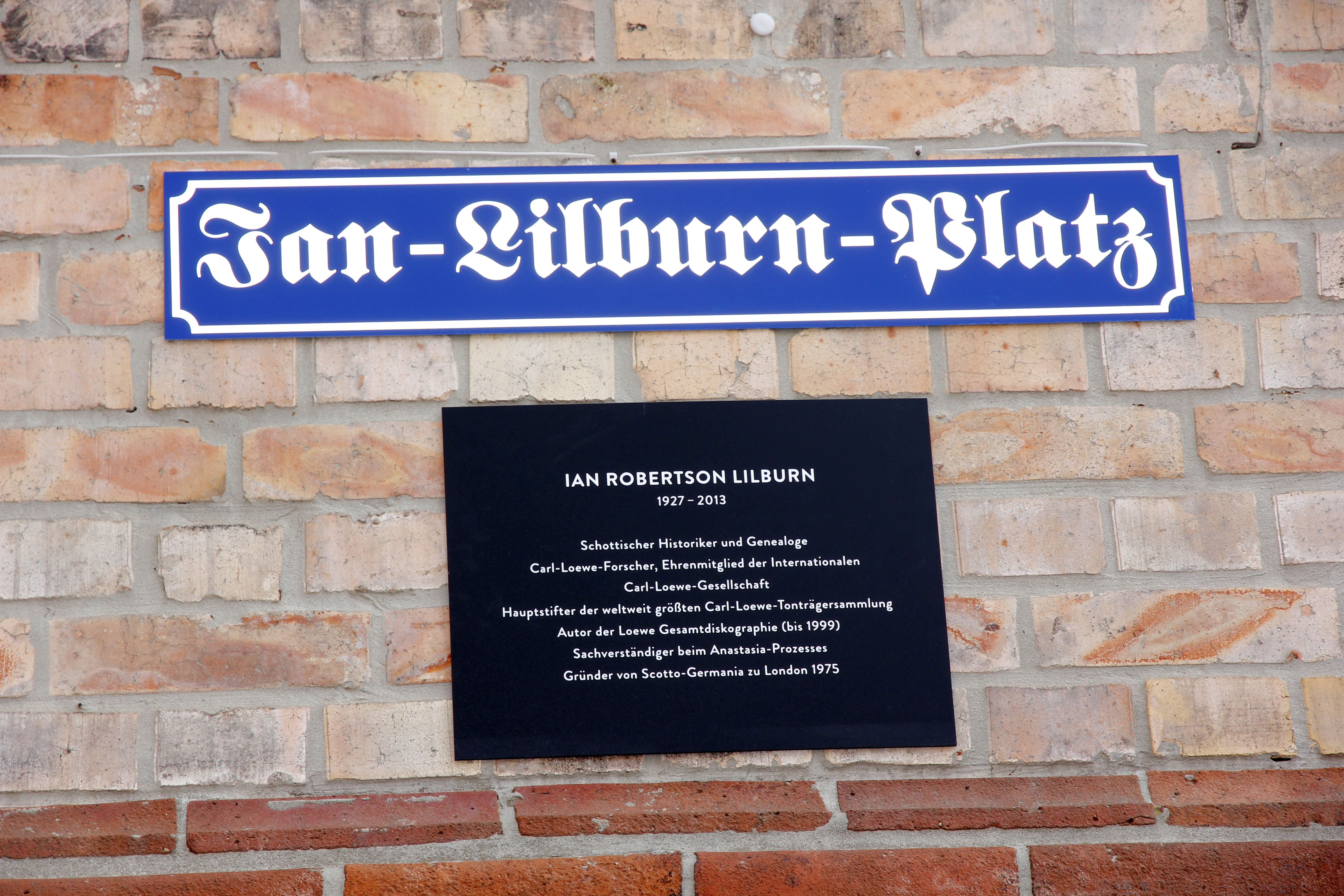
Ehrung in Löbejün

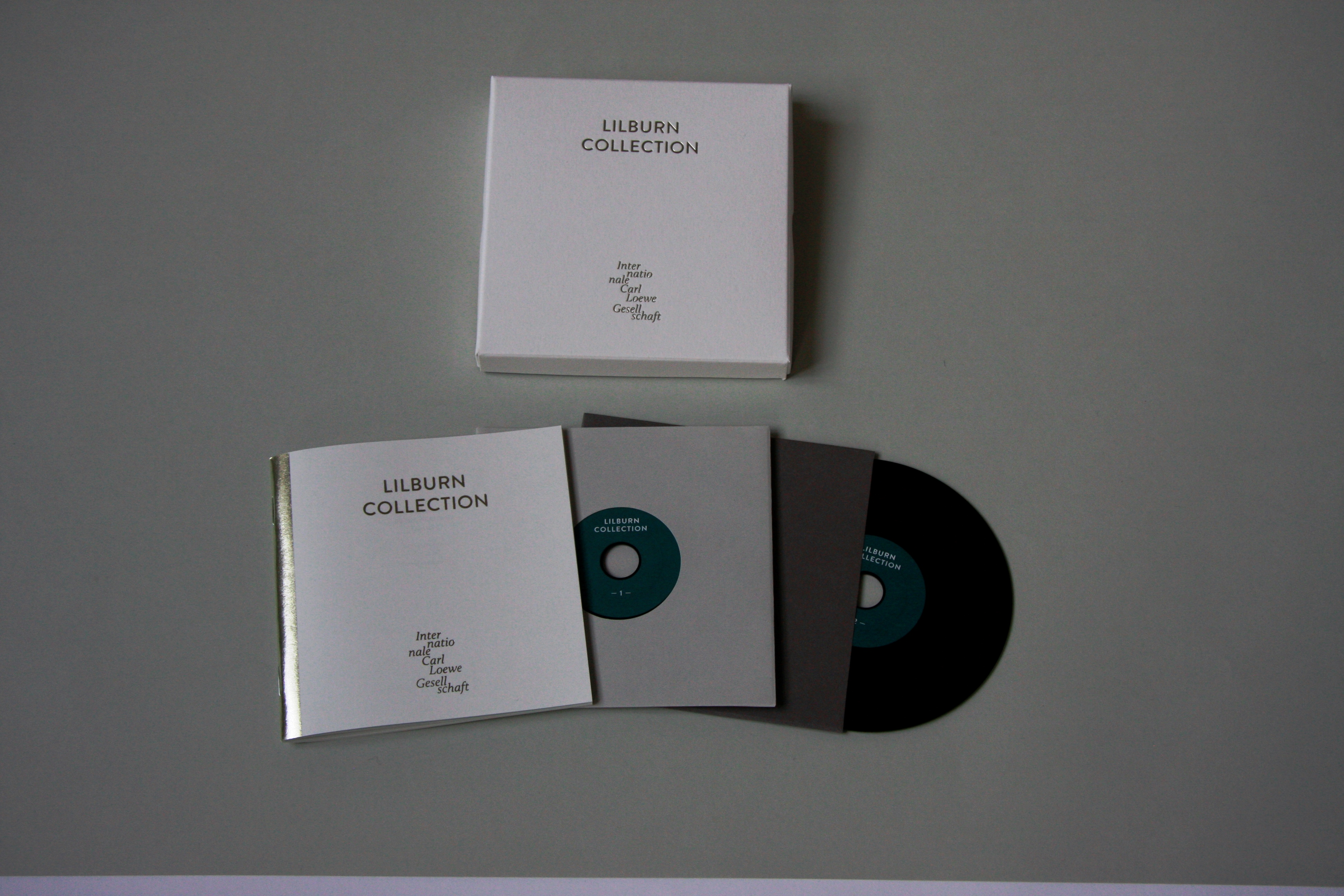
Lilburn Collection

Seit den 1960er Jahren sammelte Lilburn Tonträger mit der Musik des Komponisten Carl Loewe. Die Texte der Balladen kannte er auswendig. Die Lilburn-Sammlung besteht aus 2000 Schellackplatten (darunter Heinrich der Vogler als älteste Aufnahme von 1902), Rundfunkaufnahmen, Tonbandmitschnitten, Musikwalzen, akustischen Platten sowie solchen mit Tiefenschrift und vielen modernen Tonträgern. Sie ist die in der Welt größte zum Werk Loewes. Zu den Interpreten der Aufnahmen gehören  Theo Adam, Paul Bender, Rudolf Bockelmann, Julia Culp, Oskar Czerwenka, Karl Erb, Dietrich Fischer-Dieskau, Josef Greindl, Georg Hann,  George Henschel, Hans Hotter, Gerhard Hüsch, Josef von Manowarda, Richard Mayr, Kurt Moll, Hans Hermann Nissen, Sigrid Onegin, Hermann Prey, Elisabeth Rethberg, Arno Schellenberg, Heinrich Schlusnus, Leo Slezak, Wilhelm Strienz, Richard Tauber, Lawrence Tibbett, Lula Mysz-Gmeiner, Franz Völker und Eberhard Waechter. In den Jahren 2008 und 2011 schenkte Lilburn große Teile diese Sammlung dem Carl-Loewe-Museum in Löbejün. Neben der Sammlung erhielt das Museum auch die von Lilburn erstellte Diskografie sämtlicher Aufnahmen Loewes.

## Ehrungen

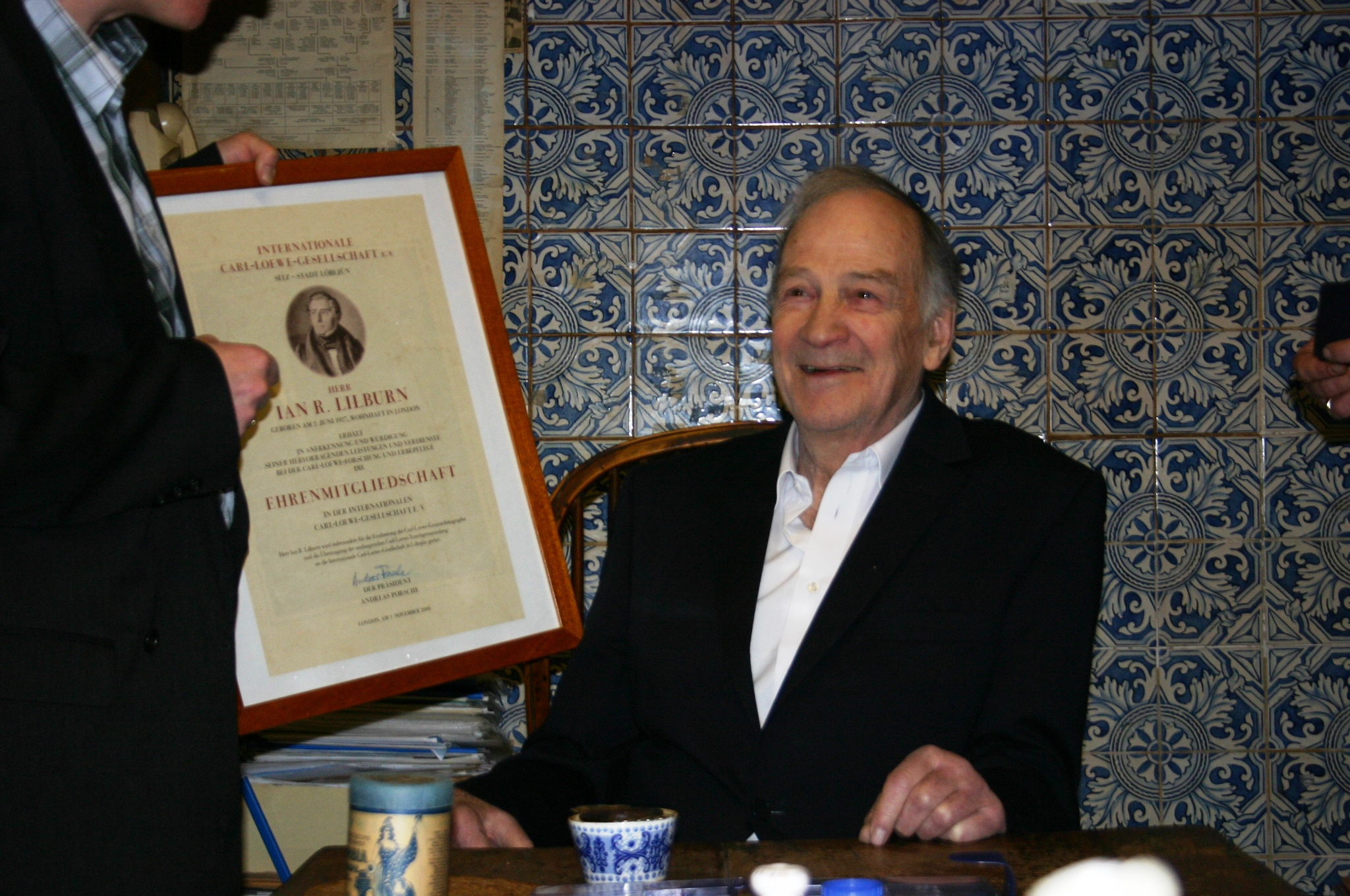
Verleihung der Ehrenmitgliedschaft der ICLG in Lilburns Haus

- Bierzipfel des Corps Borussia Bonn
- Ehrenmitgliedschaft der Internationalen Carl-Loewe-Gesellschaft (1. November 2008 in London)[7]